# Boops boops
La boga (Boops boops) es una especie de pez de la familia Sparidae en el orden de los Perciformes.

## Morfología
La boga es un pez de cuerpo fusiforme y alargado, semejante al de los clupeidos. El tamaño habitual es de 15-20 cm, aunque los machos pueden llegar alcanzar los 36 cm de longitud total. Tiene cuatro listas longitudinales laterales amarillas que recorren su cuerpo. El número de escamas de la línea lateral varía entre sesenta y ochenta.

## Hábitat
Vive en todo tipo de sustratos (arena, barro, rocas o herbazales) hasta los doscientos cincuenta metros de profundidad a pesar de que es más abundante en los primeros cien metros.

## Biología
La boga es un pez gregario que forma numerosos cardúmenes. Es omnívoro, alimentándose de algas, crustáceos y plancton. Se reproduce entre abril y mayo.

## Distribución geográfica
Se encuentra en las  costas del Atlántico oriental (desde Noruega hasta Angola, incluyendo las islas Canarias, Cabo Verde y Santo Tomé y Príncipe), del mar Mediterráneo, del mar Negro y del Tajo.

## Galería de imágenes

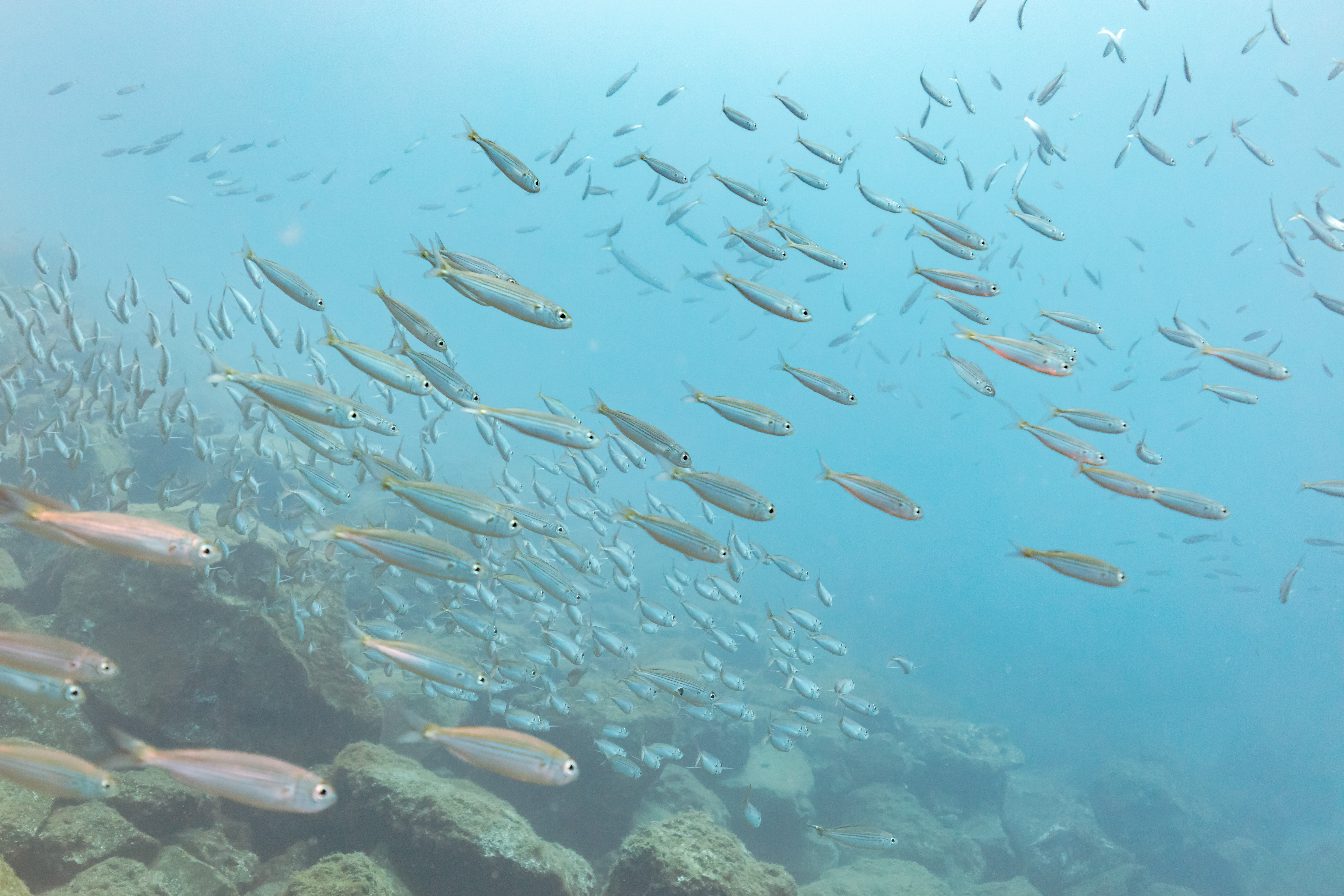
Banco de bogas.
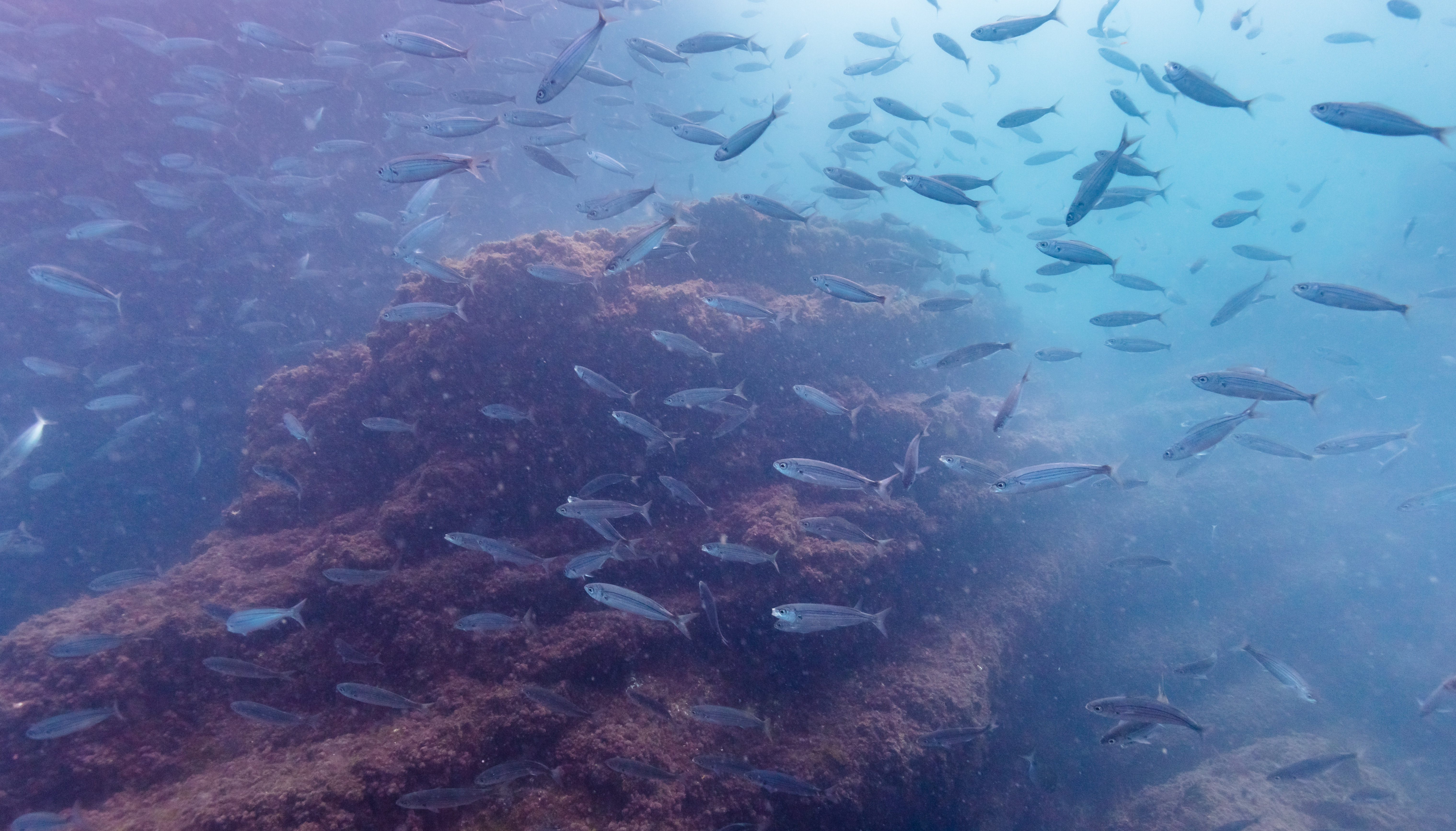
Bogas en la isla de Mouro, Santander, España.
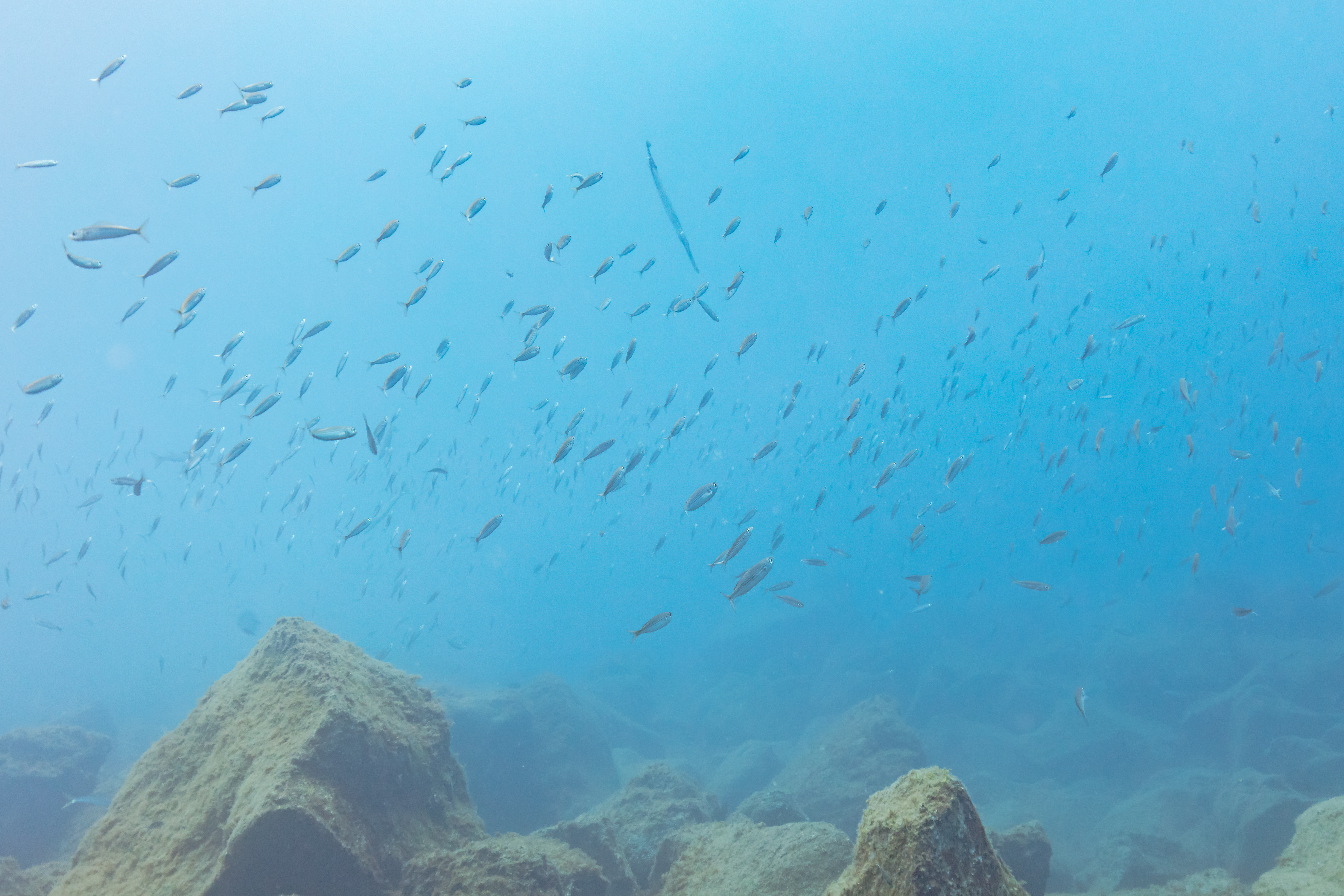
Ejemplares en Tenerife, España.